# Cratere Proclus
Proclus è un cratere lunare di 26,91 km situato nella parte nord-orientale della faccia visibile della Luna, presso i bordi del Mare Crisium.

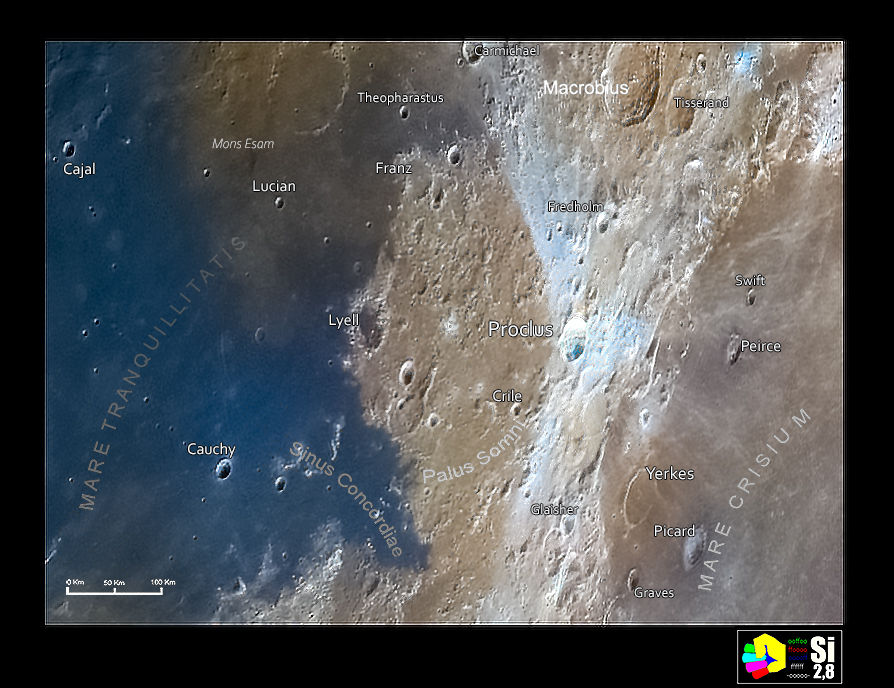
La zona del cratere Proclus in formato selenocromatico